# Scandalosi vecchi tempi
Scandalosi vecchi tempi (Polissons et galipettes) è un film-documentario francese del 2002 diretto da Michel Reilhac.

## Trama
È una raccolta di oltre 300 video tratti da film pornografici realizzati tra il 1905 ed il 1930, curati da Michel Reilhac e con una nuova colonna sonora.

## Produzione
La maggior parte dei film sono stati realizzati in Francia e destinati ad essere mostrati nei bordelli. Tra questi vi è tuttavia un'opera statunitense inedita e animata dal titolo Eveready Harton in Buried Treasure, datata 1929.